# Campeonato Catarinense de Futebol de 2004 - Série B1
O Campeonato Catarinense de 2004 - Série B1 foi a primeira edição do terceiro nível do Campeonato Catarinense. 12 equipes participaram do campeonato, tendo o Juventus de Jaraguá como campeão. 
Em 22 de junho, a Federação Catarinense de Futebol decretou a suspensão do Real Sport da Série B1 e todas as demais partidas do mesmo na competição, mantendo os resultados por ele obtidos nas partidas já disputadas e estabelecendo como vencedores por 1-0 os adversários dos jogos que o Real disputaria no complemento do turno e no returno. Todas as equipes iniciariam o returno com três pontos e não atuariam na rodada em que enfrentariam o Real. O clube foi suspenso por não ter pagado taxas de arbitragem à FCF. Porém, a decisão foi revogada antes do começo do returno. Durante o período de suspensão, o Real sofreu duas derrotas por WO, sendo elas contra o Fraiburgo e o Operários Mafrenses, partidas marcadas respectivamente nos dias 23 e 27 de junho 
No dia 15 de agosto, durante partida válida pela 4ª rodada do returno, supostamente os jogadores do Real Sport teriam fingindo lesão, após 3 jogadores do time terem sido expulsos no decorrer da partida. O árbitro então encerrou a partida, declarando o Camboriuense vencedor do confronto por WO. Antes do apito final, o placar estava 3-2 para o Real.
Após o fim da primeira fase do Returno, a diretoria do Fraiburgo declarou que o clube não suportava a alta demanda de investimento exigida para manter um clube de futebol, assim, se retirando precocemente do campeonato e se licenciando do futebol profissional.

## Participantes e regulamento

### Regulamento
Os 12 participantes jogaram em um grupo único. O campeonato foi dividido em três fases:
Turno: Os clubes jogaram todos contra todos em apenas um turno. Os 8 melhores colocados do grupo foram classificados para às Quartas de Final. As Quartas de Final foram disputadas em jogos de ida e volta, sendo que o primeiro colocado enfrentou o oitavo, o segundo o sétimo, o terceiro o sexto e o quarto o quinto. Os vencedores se classificaram para as Semifinais, onde jogaram também ida e volta. Os vencedores se enfrentaram em uma final de 2 jogos e o vencedor desta foi classificado para o quadrangular final.
Returno: Idêntico ao primeiro, com os jogos de volta.
Quadrangular Final: Os vencedores de ambos os turnos e os dois melhores classificados na classificação geral (Turno mais Returno, somando-se todas as partidas, inclusive as das fases finais de cada turno) fizeram o quadrangular final do campeonato. O vencedor desta fase foi declarado o Campeão Catarinense da Série B1 de 2004, e os dois finalistas (campeão e vice), foram promovidos à Série A2 de 2005.
Nas fases eliminatórias, vence o clube que somar mais pontos, independente do saldo de gols, caso haja empate, zera-se o placar e realiza-se uma prorrogação de 30 minutos, se a prorrogação resultar em um empate, na primeira fase (turno), ocorreria uma disputa de pênaltis, e na segunda fase (returno), o time de melhor campanha passa.
Em caso de WO, o placar atribuído ao time vencedor é de 1 a 0.

### Participantes
| Equipe              | Município      | Estádio                  | Capacidade |
| ------------------- | -------------- | ------------------------ | ---------- |
| Blumenau            | Blumenau       | Deba                     | 4 000      |
| Brusque             | Brusque        | Augusto Bauer            | 5 000      |
| Camboriuense        | Camboriu       | Robertão                 | 2 000      |
| Canoinhas           | Canoinhas      | Ditão                    | 3 170      |
| Carlos Renaux       | Brusque        | Augusto Bauer            | 5 000      |
| Concórdia FC        | Concórdia      | Domingos Machado de Lima | 3 161      |
| Figueirense B       | Florianópolis  | Orlando Scarpelli        | 19 584     |
| Fraiburgo           | Fraiburgo      | Macieirão                | 4 250      |
| Inter de Lages      | Lages          | Tio Vida                 | 4 681      |
| Juventus de Jaraguá | Jaraguá do Sul | João Marcatto            | 5 270      |
| Operários Mafrenses | Mafra          | Pedra Amarela            | 2 500      |
| Real Sport          | Blumenau       | Carlos Barbosa Fontes    | 3 000      |

## Turno

### Primeira fase
| Pos. | Equipes             | P  | J  | V | E | D  | GP | GC | SG  | %  | Classificação                          |
| ---- | ------------------- | -- | -- | - | - | -- | -- | -- | --- | -- | -------------------------------------- |
| 1    | Brusque             | 25 | 11 | 8 | 1 | 2  | 24 | 8  | +16 | 76 | Classificados para as Quartas de final |
| 2    | Juventus de Jaraguá | 20 | 11 | 6 | 2 | 3  | 20 | 8  | +12 | 61 | Classificados para as Quartas de final |
| 3    | Blumenau            | 20 | 11 | 5 | 5 | 1  | 16 | 11 | +5  | 61 | Classificados para as Quartas de final |
| 4    | Fraiburgo           | 19 | 11 | 6 | 1 | 4  | 21 | 14 | +7  | 58 | Classificados para as Quartas de final |
| 5    | Operários Mafrenses | 17 | 11 | 5 | 2 | 4  | 13 | 17 | –4  | 52 | Classificados para as Quartas de final |
| 6    | Figueirense B       | 16 | 11 | 4 | 4 | 3  | 11 | 10 | +1  | 48 | Classificados para as Quartas de final |
| 7    | Concórdia FC        | 15 | 11 | 4 | 3 | 4  | 16 | 17 | –1  | 45 | Classificados para as Quartas de final |
| 8    | Inter de Lages      | 14 | 11 | 4 | 2 | 5  | 20 | 23 | –3  | 42 | Classificados para as Quartas de final |
| 9    | Carlos Renaux       | 13 | 11 | 4 | 1 | 6  | 14 | 21 | –7  | 39 |                                        |
| 10   | Canoinhas           | 12 | 11 | 3 | 3 | 5  | 13 | 18 | –5  | 36 |                                        |
| 11   | Camboriuense        | 11 | 11 | 3 | 2 | 6  | 15 | 19 | –4  | 33 |                                        |
| 12   | Real Sport          | 3  | 11 | 1 | 0 | 10 | 3  | 18 | –15 | 9  |                                        |

#### Confrontos
|                     | BLU | BRU | CAM | CAN | CAR | CON | FIG | FRA  | INT | JUV | OPE  | REA |
| ------------------- | --- | --- | --- | --- | --- | --- | --- | ---- | --- | --- | ---- | --- |
| Blumenau            | —   |     | 1—0 | 1—0 | 3—2 | 3—3 |     |      |     | 2—1 |      |     |
| Brusque             | 1—0 | —   | 4—0 | 2—1 | 1—0 |     |     |      |     |     | 7—1  | 1—0 |
| Camboriuense        |     |     | —   |     | 3—4 |     |     | 0—3  | 5—1 | 1—1 | 1—0  | 3—0 |
| Canoinhas           |     |     | 3—2 | —   | 1—1 |     | 0—0 | 2—1  |     |     |      | 1—0 |
| Carlos Renaux       |     |     |     |     | —   |     | 0—1 |      | 1—5 | 2—1 | 2—1  | 0—1 |
| Concórdia FC        |     | 2—3 | 2—0 | 1—1 | 1—2 | —   |     |      |     | 1—1 | 3—2  |     |
| Figueirense B       | 2—2 | 2—1 | 0—0 |     |     | 1—0 | —   |      |     | 0—1 |      |     |
| Fraiburgo           | 1—1 | 1—4 |     |     | 3—0 | 3—0 | 2—1 | —    | 5—3 |     |      |     |
| Inter               | 0—0 | 0—0 |     | 5—1 |     | 0—1 | 4—3 |      | —   |     |      |     |
| Juventus            |     | 1—0 |     | 2—1 |     |     |     | 1—0  | 6—0 | —   |      | 5—0 |
| Operários Mafrenses | 1—1 |     |     | 3—2 |     |     | 0—0 | 2—1  | 1—0 | 1—0 | —    |     |
| Real                | 1—3 |     |     |     |     | 1—2 | 0—1 | W.O. | 0—2 |     | W.O. | —   |

| Vitória do mandante Vitória do visitante Empate |

### Fases finais
Em itálico, os times que possuem o mando de campo no primeiro jogo do confronto e em negrito os times classificados.
|  | Quartas de final         | Quartas de final         | Quartas de final         | Quartas de final         |       |           | Semifinais      | Semifinais      | Semifinais      | Semifinais      |  |                     | Final            | Final            | Final            | Final            |  |  |
|  | 30 de junho e 4 de julho | 30 de junho e 4 de julho | 30 de junho e 4 de julho | 30 de junho e 4 de julho |       |           | 7 e 11 de julho | 7 e 11 de julho | 7 e 11 de julho | 7 e 11 de julho |  |                     | 14 e 18 de julho | 14 e 18 de julho | 14 e 18 de julho | 14 e 18 de julho |  |  |
|  |                          |                          |                          |                          |       |           |                 |                 |                 |                 |  |                     |                  |                  |                  |                  |  |  |
|  | Concórdia FC             | 0                        | 0                        | 0                        |       |           |                 |                 |                 |                 |  |                     |                  |                  |                  |                  |  |  |
|  | Juventus de Jaraguá      | 0                        | 1                        | 1                        |       |           |                 |                 |                 |                 |  |                     |                  |                  |                  |                  |  |  |
|  | Juventus de Jaraguá      | 0                        | 1                        | 1                        |       | Blumenau  | 1               | 1               | 2               |                 |  |                     |                  |                  |                  |                  |  |  |
|  |                          |                          |                          |                          |       | Blumenau  | 1               | 1               | 2               |                 |  |                     |                  |                  |                  |                  |  |  |
|  |                          | Juventus de Jaraguá      | 2                        | 3                        | 5     |           |                 |                 |                 |                 |  |                     |                  |                  |                  |                  |  |  |
|  | Figueirense B            | Juventus de Jaraguá      | 2                        | 3                        | 5     | 1         | 1               | 2               |                 |                 |  |                     |                  |                  |                  |                  |  |  |
|  | Figueirense B            |                          |                          |                          |       | 1         | 1               | 2               |                 |                 |  |                     |                  |                  |                  |                  |  |  |
|  | Blumenau                 | 2                        | 1                        | 3                        |       |           |                 |                 |                 |                 |  |                     |                  |                  |                  |                  |  |  |
|  | Blumenau                 | 2                        | 1                        | 3                        |       |           |                 |                 |                 |                 |  | Juventus de Jaraguá | 3                | 1                | 4                |                  |  |  |
|  |                          |                          |                          |                          |       |           |                 |                 |                 |                 |  | Juventus de Jaraguá | 3                | 1                | 4                |                  |  |  |
|  |                          | Brusque                  | 1                        | 1                        | 2     |           |                 |                 |                 |                 |  |                     |                  |                  |                  |                  |  |  |
|  | Inter de Lages           | Brusque                  | 1                        | 1                        | 2     | 2         | 2               | 4               |                 |                 |  |                     |                  |                  |                  |                  |  |  |
|  | Inter de Lages           |                          |                          |                          |       | 2         | 2               | 4               |                 |                 |  |                     |                  |                  |                  |                  |  |  |
|  | Brusque                  | 3                        | 2                        | 5                        |       |           |                 |                 |                 |                 |  |                     |                  |                  |                  |                  |  |  |
|  | Brusque                  | 3                        | 2                        | 5                        |       | Fraiburgo | 3               | 2               | 5 (-)           |                 |  |                     |                  |                  |                  |                  |  |  |
|  |                          |                          |                          |                          |       | Fraiburgo | 3               | 2               | 5 (-)           |                 |  |                     |                  |                  |                  |                  |  |  |
|  |                          | Brusque (pen)            | 1                        | 3                        | 4 (-) |           |                 |                 |                 |                 |  |                     |                  |                  |                  |                  |  |  |
|  | Operários Mafrenses      | Brusque (pen)            | 1                        | 3                        | 4 (-) | 1         | 2               | 3               |                 |                 |  |                     |                  |                  |                  |                  |  |  |
|  | Operários Mafrenses      |                          |                          |                          |       | 1         | 2               | 3               |                 |                 |  |                     |                  |                  |                  |                  |  |  |
|  | Fraiburgo                | 2                        | 3                        | 5                        |       |           |                 |                 |                 |                 |  |                     |                  |                  |                  |                  |  |  |

### Vencedor do Turno
| Campeonato Catarinense de 2004 Série B1 (Turno) |
| ----------------------------------------------- |
| Jaraguá do Sul                                  |
| Juventus de Jaraguá Campeão                     |

## Returno

### Primeira fase
| Pos. | Equipes             | P   | J  | V | E | D | GP | GC | SG  | %  | Classificação                          |
| ---- | ------------------- | --- | -- | - | - | - | -- | -- | --- | -- | -------------------------------------- |
| 1    | Juventus de Jaraguá | 23  | 11 | 6 | 5 | 0 | 18 | 7  | +11 | 70 | Classificados para as Quartas de final |
| 2    | Concórdia FC        | 20  | 11 | 6 | 2 | 3 | 16 | 12 | +4  | 61 | Classificados para as Quartas de final |
| 3    | Camboriuense        | 18  | 11 | 4 | 6 | 1 | 18 | 12 | +6  | 55 | Classificados para as Quartas de final |
| 4    | Figueirense B       | 17  | 11 | 5 | 2 | 4 | 12 | 9  | +3  | 52 | Classificados para as Quartas de final |
| 5    | Inter de Lages      | 17  | 11 | 5 | 2 | 4 | 12 | 10 | +2  | 52 | Classificados para as Quartas de final |
| 6    | Brusque             | 16  | 11 | 4 | 4 | 3 | 14 | 12 | +2  | 48 | Classificados para as Quartas de final |
| 7    | Fraiburgoa          | 15  | 11 | 4 | 3 | 4 | 20 | 20 | 0   | 45 |                                        |
| 8    | Carlos Renaux       | 14  | 11 | 4 | 2 | 5 | 14 | 15 | –1  | 42 | Classificados para as Quartas de final |
| 9    | Operários Mafrenses | 13  | 11 | 3 | 4 | 4 | 12 | 13 | –1  | 39 | Classificados para as Quartas de final |
| 10   | Blumenau            | 12  | 11 | 3 | 3 | 5 | 11 | 18 | –7  | 36 |                                        |
| 11   | Canoinhas           | 7b  | 11 | 4 | 1 | 6 | 14 | 18 | –4  | 39 |                                        |
| 12   | Real Sport          | –4c | 11 | 0 | 2 | 9 | 5  | 19 | –14 | 6  |                                        |

aDevido a problemas financeiros, o Fraiburgo abandonou o campeonato após o fim da primeira fase do returno.
bO Canoinhas perdeu 6 pontos por inscrever atletas de forma irregular.
cO Real perdeu 6 pontos por mandar a campo jogadores não-regularizados contra o Inter de Lages, no dia 22 de agosto.

#### Confrontos
|                     | BLU | BRU | CAM  | CAN | CAR | CON | FIG | FRA | INT | JUV | OPE | REA  |
| ------------------- | --- | --- | ---- | --- | --- | --- | --- | --- | --- | --- | --- | ---- |
| Blumenau            | —   | 0—2 |      |     |     |     | 0—3 | 3—2 | 2—1 |     | 0—1 | 0—0  |
| Brusque             |     | —   |      |     |     | 1—2 | 0—0 | 2—2 | 0—0 | 0—2 |     |      |
| Camboriuense        | 1—1 | 3—1 | —    | 2—0 |     | 2—2 | 1—1 |     |     |     |     |      |
| Canoinhas           | 1—2 | 1—3 |      | —   |     | 1—0 |     |     | 1—0 | 0—0 | 3—2 |      |
| Carlos Renaux       | 5—2 | 1—2 | 1—4  | 3—1 | —   | 0—1 |     | 2—1 |     |     |     |      |
| Concórdia FC        | 1—0 |     |      |     |     | —   | 1—0 | 3—1 | 0—1 |     |     | 2—1  |
| Figueirense B       |     |     |      | 3—1 | 0—1 |     | —   | 3—1 | 1—0 |     | 0—1 | 1—0  |
| Fraiburgo           |     |     | 1—1  | 3—2 |     |     |     | —   |     | 1—1 | 2—1 | 5—2  |
| Inter               |     |     | 3—1  |     | 2—1 |     |     | 0—1 | —   | 1—1 | 2—1 | 2—1  |
| Juventus            | 1—1 |     | 2—2  |     | 2—0 | 2—1 | 3—0 |     |     | —   | 2—1 |      |
| Operários Mafrenses |     | 1—1 | 0—0  |     | 0—0 | 3—3 |     |     |     |     | —   | W.O. |
| Real                |     | 1—2 | W.O. | 0—3 | 0—0 |     |     |     |     | 0—2 |     | —    |

| Vitória do mandante Vitória do visitante Empate |

### Fases finais
Em itálico, os times que possuem o mando de campo no primeiro jogo do confronto e em negrito os times classificados.
|  | Quartas de final          | Quartas de final          | Quartas de final  | Quartas de final  |   |               | Semifinais         | Semifinais         | Semifinais         | Semifinais         |  |               | Final                         | Final                         | Final                         | Final                         |  |  |
|  | 8 a 13 de outubro         | 8 a 13 de outubro         | 8 a 13 de outubro | 8 a 13 de outubro |   |               | 17 e 24 de outubro | 17 e 24 de outubro | 17 e 24 de outubro | 17 e 24 de outubro |  |               | 31 de outubro e 7 de novembro | 31 de outubro e 7 de novembro | 31 de outubro e 7 de novembro | 31 de outubro e 7 de novembro |  |  |
|  |                           |                           |                   |                   |   |               |                    |                    |                    |                    |  |               |                               |                               |                               |                               |  |  |
|  | Operários Mafrenses       | 3                         | 1 (1)             | 5                 |   |               |                    |                    |                    |                    |  |               |                               |                               |                               |                               |  |  |
|  | Juventus de Jaraguá (pro) | 0                         | 2 (1)             | 3                 |   |               |                    |                    |                    |                    |  |               |                               |                               |                               |                               |  |  |
|  | Juventus de Jaraguá (pro) | 0                         | 2 (1)             | 3                 |   | Figueirense B | 1                  | 1 (0)              | 2                  |                    |  |               |                               |                               |                               |                               |  |  |
|  |                           |                           |                   |                   |   | Figueirense B | 1                  | 1 (0)              | 2                  |                    |  |               |                               |                               |                               |                               |  |  |
|  |                           | Juventus de Jaraguá (pro) | 0                 | 2 (2)             | 4 |               |                    |                    |                    |                    |  |               |                               |                               |                               |                               |  |  |
|  | Inter de Lages            | Juventus de Jaraguá (pro) | 0                 | 2 (2)             | 4 | 2             | 0 (0)              | 2                  |                    |                    |  |               |                               |                               |                               |                               |  |  |
|  | Inter de Lages            |                           |                   |                   |   | 2             | 0 (0)              | 2                  |                    |                    |  |               |                               |                               |                               |                               |  |  |
|  | Figueirense B (pro)       | 1                         | 3 (1)             | 5                 |   |               |                    |                    |                    |                    |  |               |                               |                               |                               |                               |  |  |
|  | Figueirense B (pro)       | 1                         | 3 (1)             | 5                 |   |               |                    |                    |                    |                    |  | Brusque (pro) | 4                             | 0 (2)                         | 6                             |                               |  |  |
|  |                           |                           |                   |                   |   |               |                    |                    |                    |                    |  | Brusque (pro) | 4                             | 0 (2)                         | 6                             |                               |  |  |
|  |                           | Juventus de Jaraguá       | 0                 | 2 (0)             | 2 |               |                    |                    |                    |                    |  |               |                               |                               |                               |                               |  |  |
|  | Brusque                   | Juventus de Jaraguá       | 0                 | 2 (0)             | 2 | 1             | 2                  | 3                  |                    |                    |  |               |                               |                               |                               |                               |  |  |
|  | Brusque                   |                           |                   |                   |   | 1             | 2                  | 3                  |                    |                    |  |               |                               |                               |                               |                               |  |  |
|  | Camboriuense              | 0                         | 1                 | 1                 |   |               |                    |                    |                    |                    |  |               |                               |                               |                               |                               |  |  |
|  | Camboriuense              | 0                         | 1                 | 1                 |   | Brusque       | 0                  | 2                  | 2                  |                    |  |               |                               |                               |                               |                               |  |  |
|  |                           |                           |                   |                   |   | Brusque       | 0                  | 2                  | 2                  |                    |  |               |                               |                               |                               |                               |  |  |
|  |                           | Concórdia FC              | 0                 | 1                 | 1 |               |                    |                    |                    |                    |  |               |                               |                               |                               |                               |  |  |
|  | Carlos Renaux             | Concórdia FC              | 0                 | 1                 | 1 | 2             | 0 (0)              | 2                  |                    |                    |  |               |                               |                               |                               |                               |  |  |
|  | Carlos Renaux             |                           |                   |                   |   | 2             | 0 (0)              | 2                  |                    |                    |  |               |                               |                               |                               |                               |  |  |
|  | Concórdia FC (pro)        | 1                         | 2 (0)             | 3                 |   |               |                    |                    |                    |                    |  |               |                               |                               |                               |                               |  |  |

Após uma vitória e uma derrota em cada jogo das quartas de final, e o empate na prorrogação. Juventus e Concórdia FC se classificaram devido a melhor campanha na fase anterior.

### Vencedor do Returno
| Campeonato Catarinense de 2004 Série B1 (Returno) |
| ------------------------------------------------- |
| Brusque                                           |
| Brusque Campeão                                   |

## Classificação após turno e returno
| Pos. | Equipes             | P   | J  | V  | E  | D  | GP | GC | SG  | %  | Classificação ou promoção                               |
| ---- | ------------------- | --- | -- | -- | -- | -- | -- | -- | --- | -- | ------------------------------------------------------- |
| 1    | Juventus de Jaraguá | 64  | 34 | 18 | 10 | 6  | 57 | 32 | +25 | 63 | Campeão do Turno e classificado ao Quadrangular final   |
| 2    | Brusque             | 62  | 34 | 18 | 8  | 8  | 60 | 37 | +23 | 61 | Campeão do Returno e classificado ao Quadrangular final |
| 3    | Fraiburgoa          | 43  | 26 | 13 | 4  | 9  | 51 | 41 | +10 | 55 |                                                         |
| 4    | Figueirense B       | 40  | 28 | 11 | 7  | 10 | 32 | 29 | +3  | 48 | Classificados ao Quadrangular final                     |
| 5    | Concórdia FC        | 40  | 28 | 11 | 7  | 10 | 36 | 34 | +2  | 48 | Classificados ao Quadrangular final                     |
| 6    | Blumenau            | 36  | 26 | 9  | 9  | 8  | 32 | 36 | –4  | 46 |                                                         |
| 7    | Inter de Lages      | 35  | 26 | 10 | 5  | 11 | 38 | 43 | –5  | 45 |                                                         |
| 8    | Operários Mafrenses | 33  | 26 | 9  | 6  | 11 | 33 | 38 | –5  | 42 |                                                         |
| 9    | Carlos Renaux       | 30  | 24 | 9  | 3  | 12 | 30 | 39 | –9  | 42 |                                                         |
| 10   | Camboriuense        | 29  | 24 | 7  | 8  | 9  | 34 | 34 | 0   | 40 |                                                         |
| 11   | Canoinhas           | 19b | 22 | 7  | 4  | 11 | 27 | 36 | –9  | 38 |                                                         |
| 12   | Real Sport          | –1c | 22 | 1  | 2  | 19 | 8  | 37 | –29 | 7  |                                                         |

aO Fraiburgo abandonou o campeonato após o fim da primeira fase do returno.
bO Canoinhas perdeu 6 pontos por inscrever atletas de forma irregular.
cO Real perdeu 6 pontos por mandar a campo jogadores não-regularizados contra o Inter de Lages, no dia 22 de agosto.

## Quadrangular final
Em itálico, os times que possuem o mando de campo no primeiro jogo do confronto e em negrito os times classificados.
|  | Semifinais                | Semifinais          | Semifinais | Semifinais |   |         | Final | Final | Final | Final |
|  |                           |                     |            |            |   |         |       |       |       |       |
|  | Figueirense B             | 2                   | 1 (0)      | 3          |   |         |       |       |       |       |
|  | Juventus de Jaraguá (pro) | 1                   | 2 (1)      | 4          |   |         |       |       |       |       |
|  | Juventus de Jaraguá (pro) | 1                   | 2 (1)      | 4          |   | Brusque | 1     | 2     | 3     |       |
|  |                           |                     |            |            |   | Brusque | 1     | 2     | 3     |       |
|  |                           | Juventus de Jaraguá | 1          | 4          | 5 |         |       |       |       |       |
|  | Concórdia FC              | Juventus de Jaraguá | 1          | 4          | 5 | 1       | 2     | 3     |       |       |
|  | Concórdia FC              |                     |            |            |   | 1       | 2     | 3     |       |       |
|  | Brusque                   | 4                   | 3          | 7          |   |         |       |       |       |       |

## Premiação
| Campeonato Catarinense 2004 Série B1    |
| --------------------------------------- |
| Juventus de Jaraguá Campeão (1º título) |